# Света Петка (Селник)
Вижте пояснителната страница за други значения на Света Петка.
„Света Параскева“ или „Света Петка“ (на македонска литературна норма: „Света Параскева“, „Света Петка“) е средновековна православна църква в пиянечкото село Селник, източната част на Република Северна Македония. Част е от Царевоселско-Каменишката епархия на Македонската православна църква – Охридска архиепископия. Обявена е от министерството на културата за паметник на културата с национално значение.
Точни данни за изграждането на църквата няма. В архитектурно отношение е еднокорабна сграда, градена от кършен камък и вар. В нея има три слоя живопис, като първият е от XIII – XIV век и се предполага, че оттогава е и църквата. Представлява еднокорабна сграда, покрита с каменни плочи. Следващият живописен слой е от XVI век, от времето на архиепископ Прохор Охридски. Надписите са славянски, което свидетелства за продължаването на славянската култура в османския период. Цялата църква е изписана, но по-голямата част от стенописите е силно повредена. Новият иконостас с царски двери с Благовещението е от 1906 година, дело на Гаврил Атанасов.
В 2001 година църквата и дворното място са санирани и са изградени помощни обекти. Всяка година на 27 октомври (Петковден) в църквата се провежда голям събор.
- Стенопис на света Петка в храма
- Входът
- Дворът с чешмата